# Persone di nome Harvey
| Questa pagina contiene informazioni ricavate automaticamente dalle voci biografiche con l'ausilio del template Bio e di un bot. L'aggiornamento è periodico e automatico e ricostruisce completamente la pagina. Se manca una persona in questa lista, sei pregato di non aggiungerla, ma accertati piuttosto che la sua voce biografica contenga il template Bio e che i dati anagrafici siano correttamente compilati. Se il template Bio manca, inseriscilo tu stesso o, in alternativa, metti l'avviso {{tmp\|Bio}} che ne segnala la mancanza. Se i dati riportati sono sbagliati, correggi direttamente la voce biografica; le modifiche saranno visibili in questa lista entro pochi giorni. Per chiarimenti vedi il progetto antroponimi. La lista contiene solo le 62 persone che sono citate nell'enciclopedia e per le quali è stato implementato correttamente il template Bio. Pagina aggiornata al 22 giu 2025. |

Questa è una lista di persone presenti nell'enciclopedia che hanno il nome Harvey, suddivise per attività principale.

## Animatori(1)
- Harvey Eisenberg, animatore e fumettista statunitense (Brooklyn, n. 1911 - Los Angeles, † 1965)

## Architetti(1)
- Harvey Lonsdale Elmes, architetto britannico (Chichester, n. 1813 - † 1847)

## Artisti(1)
- Harvey Ball, artista, imprenditore e militare statunitense (Worcester, n. 1921 - Worcester, † 2001)

## Attori(10)
- Harvey Clark, attore statunitense (Chelsea, n. 1885 - Hollywood, † 1938)
- Harvey Evans, attore e ballerino statunitense (Cincinnati, n. 1941 - Englewood, † 2021)
- Harvey Fierstein, attore, sceneggiatore e cantante statunitense (New York, n. 1954)
- Harvey Friedman, attore statunitense (Pittsburgh, n. 1959)
- Harvey Jason, attore britannico (Londra, n. 1940)
- Harvey Keitel, attore statunitense (New York, n. 1939)
- Harvey Lembeck, attore statunitense (Brooklyn, n. 1923 - Los Angeles, † 1982)
- Lee Majors, attore statunitense (Wyandotte, n. 1939)
- Harvey Stephens, attore britannico (Putney, n. 1970)
- Harvey Stephens, attore statunitense (Los Angeles, n. 1901 - Laguna Hills, † 1986)

## Bassisti(2)
- Harvey Bainbridge, bassista e tastierista inglese (Dorset, n. 1949)
- Harvey Brooks, bassista statunitense (New York, n. 1944)

## Batteristi(1)
- Harvey Mason, batterista statunitense (Atlantic City, n. 1947)

## Calciatori(3)
- Harvey Barnes, calciatore inglese (Burnley, n. 1997)
- Harvey Elliott, calciatore inglese (Chertsey, n. 2003)
- Harvey Esajas, ex calciatore olandese (Amsterdam, n. 1974)

## Canoisti(1)
- Harvey Charters, canoista canadese (North Bay, n. 1912 - North Bay, † 1995)

## Cantanti(1)
- HRVY, cantante e conduttore televisivo britannico (Hartley, n. 1998)

## Cestisti(5)
- Harvey Catchings, ex cestista statunitense (Jackson, n. 1951)
- Harvey Grant, ex cestista e allenatore di pallacanestro statunitense (Augusta, n. 1965)
- Swede Halbrook, cestista statunitense (Portland, n. 1933 - Portland, † 1988)
- Harvey Knuckles, ex cestista e allenatore di pallacanestro statunitense (Tyronza, n. 1958)
- Harvey Marlatt, cestista statunitense (Alpena, n. 1948 - Atlanta, † 2024)

## Chimici(1)
- Harvey Washington Wiley, chimico statunitense (Kent, n. 1844 - Washington, † 1930)

## Chirurghi(1)
- Harvey Williams Cushing, chirurgo statunitense (Cleveland, n. 1869 - New Haven, † 1939)

## Comici(1)
- Harvey Korman, comico e regista statunitense (Chicago, n. 1927 - Los Angeles, † 2008)

## Direttori artistici(1)
- Harvey Lichtenstein, direttore artistico e produttore teatrale statunitense (Brooklyn, n. 1929 - † 2017)

## Doppiatori(1)
- Harvey Atkin, doppiatore e attore canadese (Toronto, n. 1942 - Toronto, † 2017)

## Fumettisti(2)
- Harvey Kurtzman, fumettista statunitense (New York, n. 1924 - New York, † 1993)
- Harvey Pekar, fumettista statunitense (Cleveland, n. 1939 - Cleveland Heights, † 2010)

## Giocatori di curling(1)
- Harvey Sims, giocatore di curling canadese (Waterloo, n. 1871 - Kitchener, † 1945)

## Giocatori di football americano(2)
- Harvey Martin, giocatore di football americano statunitense (Dallas, n. 1950 - † 2001)
- Harvey Williams, ex giocatore di football americano statunitense (Hempstead, n. 1967)

## Giocatori di snooker(1)
- Harvey Chandler, giocatore di snooker inglese (Raunds, n. 1995)

## Giornalisti(1)
- Earl Wilson, giornalista e scrittore statunitense (Rockford, n. 1907 - Yonkers, † 1987)

## Hockeisti su ghiaccio(1)
- Harvey Bennett, hockeista su ghiaccio canadese (Edington, n. 1925 - Warwick, † 2004)

## Imprenditori(2)
- Harvey Samuel Firestone, imprenditore statunitense (Columbiana, n. 1868 - Miami, † 1938)
- Harvey Gaylord, imprenditore statunitense (Buffalo, n. 1904 - New London, † 1983)

## Ingegneri(2)
- Harvey Dubner, ingegnere e matematico statunitense (n. 1928 - † 2019)
- Harvey Postlethwaite, ingegnere britannico (Barnet, n. 1944 - Barcellona, † 1999)

## Mafiosi(1)
- Chris Rosenberg, mafioso statunitense (Canarsie, n. 1950 - Brooklyn, † 1979)

## Medici(1)
- Harvey J. Alter, medico statunitense (New York, n. 1935)

## Mezzofondisti(4)
- Harvey Cohn, mezzofondista e siepista statunitense (New York, n. 1884 - Grafton, † 1965)
- Harvey Dixon, mezzofondista gibilterriano (Nizza, n. 1993)
- Harvey Lord, mezzofondista e velocista statunitense (Evanston, n. 1878 - Chicago, † 1920)
- Harvey Sutton, mezzofondista e medico australiano (Castlemaine, n. 1882 - Rose Bay, † 1963)

## Mistici(1)
- Harvey Spencer Lewis, mistico e filosofo statunitense (Frenchtown, n. 1883 - San Jose, † 1939)

## Personaggi televisivi(1)
- Harvey Levin, personaggio televisivo e avvocato statunitense (n. 1950)

## Pianisti(1)
- Van Cliburn, pianista statunitense (Shreveport, n. 1934 - Fort Worth, † 2013)

## Pittori(1)
- Harvey Thomas Dunn, pittore statunitense (n. 1884 - † 1952)

## Politici(2)
- Lee Atwater, politico statunitense (Atlanta, n. 1951 - Washington, † 1991)
- Harvey Milk, politico statunitense (Woodmere, n. 1930 - San Francisco, † 1978)

## Politologi(1)
- Harvey Kushner, politologo statunitense (New York, n. 1941)

## Produttori cinematografici(1)
- Harvey Weinstein, produttore cinematografico statunitense (New York, n. 1952)

## Produttori discografici(1)
- Phil Spector, produttore discografico, compositore e cantante statunitense (New York, n. 1939 - French Camp, † 2021)

## Sociologi(1)
- Harvey Sacks, sociologo e linguista statunitense (n. 1935 - † 1975)

## Teologi(1)
- Harvey Cox, teologo statunitense (Malvern, n. 1929)

## Velocisti(1)
- Harvey Glance, velocista statunitense (Phenix City, n. 1957 - Mesa, † 2023)

## Senza attività specificata(1)
- Harvey Logan, pistolero statunitense (Contea di Tama, n. 1867 - Parachute, † 1904)